# Геологічна служба Австрії
Геологічна служба Австрії (нім. Geologische Bundesanstalt, GBA) — підвідомча установа Федерального міністерства освіти, науки і досліджень та центральний пункт інформації, консультацій у галузі наук про Землю у Республіці Австрія, розташована у Відні.
Найважливішим продуктом GBA є низка геологічних карт. Вони представлені у різних масштабах, як у вигляді серій мап, так і у вигляді регіональних мап. Служба є головним чильним у багатьох сферах життєдіяльності (утилізація відходів, водопостачання, транспортні шляхи, сировина, …), а також для наукових досліджень. GBA знаходиться в районі Ландштрасе у Відні.